# Personenschaden (Kurzfilm)
Personenschaden ist ein deutscher Kurzfilm aus dem Jahr 2009. Er behandelt das Thema Schienensuizid.

## Handlung
Der Lokführer Marc tritt an einem sonnigen Nachmittag seine Spätschicht an. Während seiner Schicht erlebt er etwas, das er aufgrund seines Berufes schon jahrelang befürchtet hatte. Ein junger Mann steht plötzlich in eindeutig suizidaler Absicht inmitten der Gleise. Marc nimmt sofort eine Notbremsung vor. Die Bremsen kreischen und für Marc vergehen in diesem Moment unendliche Sekunden, bis der Zug dann letztendlich zum Stillstand kommt. Trotzdem gerät der junge Mann unter den Zug und stirbt. Marc hat nun quasi einen Menschen getötet, ohne dass er so etwas je gewollt hatte. Sein Vorgesetzter und seine Kollegen sind allesamt über den Vorfall betroffen, hüllen sich andererseits allerdings auch in ein großes Schweigen. Denn so richtig weiß niemand, wie man mit dieser Situation richtig umgehen soll. Marc wiederum hat nachts nur noch Alpträume, denn die Bilder des jungen Mannes auf den Gleisen lassen ihn einfach nicht mehr los.

## Hintergrund
Die Dreharbeiten fanden im Sommer 2009 statt.
Seine Erstausstrahlung erlebte der Kurzfilm am 29. Oktober 2009 bei den 43. Internationalen Filmtagen in Hof.